# Garrison Machinjili
Garrison Machinjili es un escultor de Zimbabue, nacido el año 1963 en Mazoe. Pertenece a la llamada tercera generación de la escultura moderna de Zimbabue.

## Datos biográficos
Machinjili  ha estado trabajando en el Parque de Esculturas Chapungu desde 1989, y ha colaborado con muchos escultores contemporáneos de Zimbabue, como Charles Backford y Benard Nkanjo . Sus esculturas son generalmente de carácter abstracto, derivan de las formas naturales. Machinjili nació en 1963 en Mazoe, Zimbabue. Alumno del escultor Tapfuma Gutsa de la innovadora segunda generación de escultores de Zimbabue. Fue durante una visita a Tapfuma cuando entró en contacto con la escultura en piedra por primera vez. Garrison conoció a Tapfuma en 1986. Inicialmente, le ayudaba a lijar y pulir las esculturas en la fase final de terminación. Más tarde, hizo sus propias esculturas, y encontró un fuerte estilo personal que tiene sus fuentes  de inspiración en  este período temprano. A finales de 1987, había establecido su nombre como un talento nuevo e importante en la escena del arte de Zimbabue, y fue invitado a unirse a la prestigiosa Chapungu Sculpture Village como artista en residencia, donde permaneció hasta 1991, y regresó de nuevo en 1999-2000. 
Entre las exposiciones colectivas en que ha participado se incluyen:  - "Odisea africana: 50 Años de Escultura en Piedra de Zimbabue", Galería OXO, Londres, Reino Unido (2006) - "Tradición y leyenda: una cultura en piedra", Kew Gardens, Londres, Reino Unido (2000) - Exposición inaugural en la Galería Chapungu, Melbourne, Australia (1998) - Galería Zuva , Scottsdale, Arizona, EE. UU. (1998).
Entre sus obras destacan: Head (cabeza),
Proud Lady (chica orgullosa), Proud Woman (Mujer orgullosa), Tete (My Aunt)(cabeza en francés -mi tía), Lovers (amantes), Wise Woman (Mujer Sabia)  ; todas ellas realizadas en Springstone.